# Большой Болыцик
Большой Болыцик (Большой Больцик, Болыцик Большой, Большой Болтик, Болочка; бел. Вялікі Болцік, Болачка) — озеро в Мядельском районе Минской области Белоруссии. Озеро расположено в 31 км к северо-западу от города Мядель, в 17 км от белорусско-литовской границы. Входит в Болдукскую группу озёр, принадлежит бассейну реки Страча.

## Описание
Площадь поверхности 0,14 км². Длина озера 0,74 км, максимальная ширина 0,23 км, средняя — 0,19 км. Максимальная глубина 27 м, средняя 9,37 м. Длина береговой линии 1,8 км. Объём воды — 1,31 млн м³. Уровень воды в 1932 году составлял 183 м над уровнем моря
Северный и южный склоны озёрной котловины крутые, имеют высоту до 25 м. Берега низкие, песчаные, залесенные, с востока заболоченные. Мелководье узкое, песчано-мутное, глубже дно сапропелистое.
В озеро впадает несколько родниковых ручьёв, вытекает безымянный ручей — правый приток Страчи.
Вода гидрокарбонатно-кальциевая, минерализация — 266,7 мг/л, pH = 8,23.